# シャームエル (ハンガリー王)
アバ・シャームエル（ハンガリー語: Aba Sámuel）、または単にシャームエル（ハンガリー語: Sámuel, ? - 1044年7月5日以降）は、ハンガリー王（在位：1041年 - 1044年）。

## 生涯
ハンガリー北部で生まれ、マジャル人族長ゲーザの娘サロルタと結婚。義弟イシュトヴァーン1世が王国のキリスト教化を進める中、彼は辺境伯となった。シャームエルがキリスト教に改宗したのは政治的な目的のためで、信仰は篤くなかったという。
イシュトヴァーンの死後に王位に就いたペーテルは、キリスト教による封建制度を推し進めようとし、シャームエルを宮廷から追放した。キリスト教化を恐れ、ハンガリーが神聖ローマ帝国の属領となるのを嫌った一派が、シャームエルを支援するようになった。
シャームエルは1041年にペーテルを追放して即位した。彼はペーテルに追従する者たちを捕らえ、拷問にかけた。また、ペーテルが制定したいくつもの法を廃止した。彼の強引な手法は貴族に歓迎されず、いまだ異教徒のままである下層階級に支持されていたという。シャームエルは、ペーテルの同盟者である神聖ローマ皇帝ハインリヒ3世と手を結ばなければ、自身の王位が危ういことを知っていた。彼は1043年にハインリヒと和平を結ぼうとして、国土の多くを朝貢として収めなければならなくなった。手元不如意になったシャームエルは、元の王たちが教会に寄進した財産を取り返そうとし、また聖職者らから税を取り立てようとした。彼はこれで貴族からも教会からも支持を失った。
1044年、ハインリヒ3世の支援を受けたペーテルが戦いでシャームエル軍を撃破、シャームエルは東部へ逃れた。彼はそこでペーテル軍に捕らえられて殺害されたとも、またティサ川に達したところで親ペーテル派のハンガリー貴族に殺害されたとも言われる。